# Campionat del Món de Trial 2020
|  | Per al campionat del món en pista coberta d'aquell any, vegeu Campionat del Món de X-Trial 2020 |

La temporada de 2020 del Campionat del Món de trial fou la 46a edició d'aquest campionat, organitzat per la FIM. El calendari oficial constava de 8 proves puntuables, celebrades entre el 5 de setembre i l'11 d'octubre. Dues de les proves programades es disputaren als Països Catalans: el Gran Premi d'Andorra a Sant Julià de Lòria els dies 20 i 21 de setembre. El campionat varià considerablement el seu calendari tradicional a causa de la pandèmia de COVID-19.
Toni Bou va guanyar el catorzè dels seus 18 campionats mundials a l'aire lliure (a data de 2024). El subcampió fou un cop més Adam Raga i el tercer, Jaime Busto. Jeroni Fajardo, ara amb la Sherco, es va tornar a situar entre els cinc primers un cop superada la inhabilitació de l'any anterior, que l'havia fet acabar en tretzena posició. Com d'habitud, totes les proves puntuables les van guanyar pilots catalans: Bou sis i Raga dues.
Aquell any, dos gallecs es van classificar per primera vegada entre els deu primers: Jorge Casales fou quart amb la Gas Gas i Gabriel Marcelli, de l'equip RG Trial Team, sisè amb la Montesa en l'any del seu debut al mundial.
James Dabill, novè aquell any amb la Beta, va anunciar la seva retirada definitiva de les competicions en acabar la temporada.

## Sistema de puntuació
Barem de puntuació a partir de 1984:
| Posició | 1  | 2  | 3  | 4  | 5  | 6  | 7 | 8 | 9 | 10 | 11 | 12 | 13 | 14 | 15 |
| Punts   | 20 | 17 | 15 | 13 | 11 | 10 | 9 | 8 | 7 | 6  | 5  | 4  | 3  | 2  | 1  |

## Calendari
| Ronda | Data           | Gran Premi | Lloc                | Guanyador |
| ----- | -------------- | ---------- | ------------------- | --------- |
| 1     | 5 de setembre  | França     | Isola 2000          | Toni Bou  |
| 2     | 6 de setembre  | França     | Isola 2000          | Adam Raga |
| 3     | 12 de setembre | Espanya    | P. de las Regueras  | Toni Bou  |
| 4     | 13 de setembre | Espanya    | P. de las Regueras  | Toni Bou  |
| 5     | 20 de setembre | Andorra    | Sant Julià de Lòria | Adam Raga |
| 6     | 21 de setembre | Andorra    | Sant Julià de Lòria | Toni Bou  |
| 7     | 10 d'octubre   | Itàlia     | Lazzate             | Toni Bou  |
| 8     | 11 d'octubre   | Itàlia     | Lazzate             | Toni Bou  |

1. ↑  A Igüeña, província de Lleó

## Classificació final
| Posició | Pilot             | Motocicleta | Punts |
| ------- | ----------------- | ----------- | ----- |
| 1       | Toni Bou          | Montesa     | 152   |
| 2       | Adam Raga         | TRRS        | 121   |
| 3       | Jaime Busto       | Vertigo     | 105   |
| 4       | Jorge Casales     | Gas Gas     | 98    |
| 5       | Jeroni Fajardo    | Sherco      | 82    |
| 6       | Gabriel Marcelli  | Montesa     | 82    |
| 7       | Takahisa Fujinami | Montesa     | 78    |
| 8       | Miquel Gelabert   | Gas Gas     | 75    |
| 9       | James Dabill      | Beta        | 62    |
| 10      | Dan Peace         | Sherco      | 45    |